# Castlevania: The Arcade
Castlevania: The Arcade é um jogo de tiro para arcade, parte da franquia Castlevania da Konami. O jogo foi anunciado em 23 de julho de 2008 e lançado no Japão em fevereiro de 2009.
Um lançamento na Europa foi anunciado para 2009, mas apareceu apenas em locais de testes em 2008.

## Jogabilidade
A jogabilidade é similar aos jogos de tiro como The House of the Dead.. O controle possui botões que podem ativar armas secundáriasa, como facas ou cruzes.
Até dois jogadores podem jogar ao mesmo tempo.

## Trilha sonora
A trilha sonora do jogo foi lançada como parte da Akumajou Dracula Best Music Collections Box.